# Súper Feria de Oruro
La Súper Feria es una de las principales ferias comerciales de la ciudad de Oruro, Bolivia. Se realiza semanalmente los días miércoles y sábados, en inmediaciones del Mercado Fermín López y la Avenida Cívica "Sanjinés Vincenti". Fundada en los años 80, esta feria ofrece principalmente productos importados al por mayor y menor, como electrodomésticos, ropa, calzado y artículos tecnológicos, y se ha consolidado como un importante eje del comercio urbano y regional.

## Historia
La Súper Feria nació en los años 80 como una extensión del mercado informal y barrial en Oruro. Con el paso de los años, fue ganando terreno en términos de volumen comercial, variedad de productos y reconocimiento entre comerciantes y consumidores. Su nombre se consolidó por la amplitud de su oferta y la masividad de su concurrencia. En 2024, la Asociación de Comerciantes Minoristas “Súper Feria” celebró 45 años de fundación, con actos de homenaje y reconocimientos a sus dirigentes y socios.

## Organización y estructura
La feria está administrada por un directorio sindical elegido cada dos años por la Asociación de Comerciantes Minoristas “Súper Feria”. Esta instancia se encarga de la gestión organizativa, normativas internas y relaciones con el municipio.
La feria se instala dos veces por semana, los días miércoles y sábados, ocupando una gran extensión urbana. Durante las festividades de fin de año y fechas comerciales clave, su duración y presencia aumentan significativamente.
Su núcleo está en las calles aledañas al Mercado Fermín López y se extiende hasta la Avenida Cívica "Sanjinés Vincenti", ocupando varias cuadras, pasajes y edificaciones del centro orureño. La feria utiliza espacios urbanos mixtos: calles, aceras, pasajes y partes de edificios. Aunque no cuenta con una infraestructura ferial formal, su magnitud exige medidas de organización del tránsito, control municipal y servicios básicos como limpieza y seguridad, gestionados en parte por los propios comerciantes.

## Sectores y rubros participantes
La feria se especializa en la venta de productos importados, en particular desde China. Los rubros más destacados incluyen electrodomésticos, ropa, calzado, juguetes, artículos de tecnología, bazar, herramientas, y artículos de temporada. Se comercializa tanto al por mayor como al detalle.

## Actividades y eventos complementarios
Cada noviembre, en honor a Jesús de la Paciencia, se realiza una entrada folclórica organizada por los comerciantes de la Súper Feria. Este evento cultural destaca por la participación de fraternidades folclóricas y su función como espacio de cohesión social entre comerciantes y vecinos.

## Importancia económica y social
La Súper Feria es una de las principales plataformas comerciales populares de Oruro, dinamizando el comercio interno y atrayendo compradores de otros municipios y departamentos. Aunque centrada en la comercialización de productos importados, la feria también beneficia a pequeños comerciantes y emprendedores, ofreciendo un canal de venta directo y de alta rotación.
La feria convoca a miles de personas semanalmente. En fechas especiales, como fin de año, la afluencia crece exponencialmente, especialmente en zonas de venta de juguetes y ropa, generando un alto flujo peatonal en las calles. 

## Reconocimientos y premios
Durante su 44º aniversario en 2023, el Concejo Municipal de Oruro entregó reconocimientos a la dirigencia y socios de la Asociación de Comerciantes Minoristas “Súper Feria” por su contribución sostenida al desarrollo económico de la ciudad.